# Viajar al centro de la Tierra

Corte en sección transversal de las capas de la Tierra

Viajar al centro de la Tierra es un tema popular en la ciencia ficción. Algunas ficciones subterráneas implican viajar al centro de la Tierra y encontrar una Tierra Hueca o el núcleo fundido de la Tierra. El científico planetario David J. Stevenson sugirió enviar una sonda al núcleo como un experimento mental. Los humanos han perforado más de 12 kilómetros (7.67 millas) en el Sakhalin-I. En términos de profundidad debajo de la superficie, el Kola Superdeep Borehole SG-3 conserva el récord mundial a 12,262 metros (13,4 yd) en 1989 y todavía es el punto artificial más profundo de la Tierra.

## Tierra Hueca
La idea de una llamada "Tierra Hueca", una vez popular en la literatura de aventuras de fantasía, es que el planeta Tierra tiene un interior hueco y una superficie interior habitable por los seres humanos. Aunque la comunidad científica ha dejado en claro que esto es pseudociencia, la idea, sin embargo, es una característica menos popular de muchas historias de fantasía y ciencia ficción y de algunas teorías de conspiración. 

## En ciencia ficción
El ejemplo más famoso de una fantasía de la Tierra hueca es la novela de ciencia ficción de 1864 de Julio Verne, Viaje al centro de la Tierra, que se ha adaptado muchas veces como largometraje y para televisión. 
La película de 2003 The Core, basada libremente en la novela Core, cuenta la historia de un equipo que tiene que perforar hasta el centro de la Tierra y detonar una serie de explosiones nucleares para reiniciar la rotación del núcleo de la Tierra. El equipo de perforación, denominado Virgil, incluye un potente taladro láser en forma de serpiente, un pequeño reactor nuclear de energía, una carcasa (de "unobtainium", un material ficticio) para proteger contra el calor y la presión intensos (y generar energía para impulsar el motor), una potente cámara de rayos X para ver el exterior y un sistema de impulsores para movimiento y control. La única parte de la Tierra que resulta ser hueca es una geoda gigantesca, y poco después de que el taladro la atraviesa, el agujero que creó se llena de magma. 
El programa de televisión animado de 1986 Inhumanoids presentó visitas periódicas al núcleo interno en la mayoría de sus 13 episodios. Cada una de las tres criaturas malvadas gobernó teóricamente sobre ciertas capas de la Tierra interior, y sus esquemas malvados fueron frustrados por el Cuerpo de Tierra humano, que a menudo se alió con varias razas de seres subterráneos igualmente amenazados por los Inhumanoides. 
Durante la temporada 3 de la caricatura Teenage Mutant Ninja Turtles, el Technodrome se encuentra en el núcleo de la Tierra, y los módulos de transporte se utilizan para perforar las calles. Esta temporada también presenta el episodio "Tortugas en el núcleo de la Tierra", donde un dinosaurio vive en una cueva profunda, y un cristal de energía que funciona como el Sol para mantener vivos a los dinosaurios. Cuando Krang, Shredder, Bebop y Rocksteady roban el cristal para impulsar el Technodrome, comienzan los problemas.
La historia del tío Scrooge de 1995 de Don Rosa El solvente universal  imagina una forma de viajar al núcleo del planeta utilizando la tecnología de los años 50, aunque esto sería imposible en realidad. El solvente ficticio mencionado en el título de la historia tiene el poder de condensar todo, excepto los diamantes, en una especie de polvo super denso. El solvente se derrama accidentalmente y, a medida que disuelve todo a su paso, perfora un eje cilíndrico en el centro del planeta. Como parte de un esfuerzo de recuperación, se construye una plataforma improvisada que desciende al eje en caída libre, desplegando automáticamente un motor eléctrico y ruedas a medida que se acerca a la gravedad cero, luego usando motores de cohetes para permitirle ascender nuevamente a la superficie de la Tierra. La autora Rosa describe este viaje de fantasía con gran detalle: se ilustra la supuesta estructura de la Tierra, y el eje se mantiene en el vacío para proteger contra la letal varios miles de kilómetros de atmósfera a la que de otra manera estaría expuesta. Los patos deben usar trajes espaciales e ir sin comida durante varios días, y no están completamente seguros de que el escudo térmico super denso aguante. El autor mantiene la continuidad con Carl Barks, explicando que los terremotos en la historia son creados por Fermies y Terries esféricos. 
En Tales to Astonish # 2 (1959) "I Fell to the Center of the Earth", un arqueólogo llamado Dr. Burke que está en una expedición a Asia viaja al centro de la Tierra (y también, como luego descubre, hacia atrás en el tiempo) y se encuentra con neandertales y dinosaurios. 
En el episodio de Doctor Who, "La novia fugitiva", se encuentra un buque de guerra Racnoss en el centro del planeta. 

### Proyectos de perforación profunda
- Proyecto Mohole, un ambicioso intento de perforar la corteza terrestre en la discontinuidad de Mohorovičić, abandonado en 1966.
- Chikyū Hakken, el programa de divulgación de Japón para promover su buque de perforación como contribución al Programa Integrado de Perforación Oceánica
- Kola Superdeep Borehole, el resultado de un proyecto de perforación científica de la antigua URSS
- Programa de perforación en aguas profundas, un proyecto de perforación oceánica de 1968 a 1983
- Programa de perforación oceánica, un esfuerzo cooperativo internacional para explorar y estudiar la composición y estructura de las cuencas oceánicas de la Tierra
- Programa integrado de perforación oceánica, un programa internacional de perforación de investigación marina dedicado a avanzar en la comprensión científica de la Tierra